# Cugoti
El cugoti (Arisarum simorrhinum), és una espècie de planta angiosperma del gènere Arisarum dins la família de les aràcies.
Addicionalment pot rebre els noms de frare cugot i fraret.

## Descripció

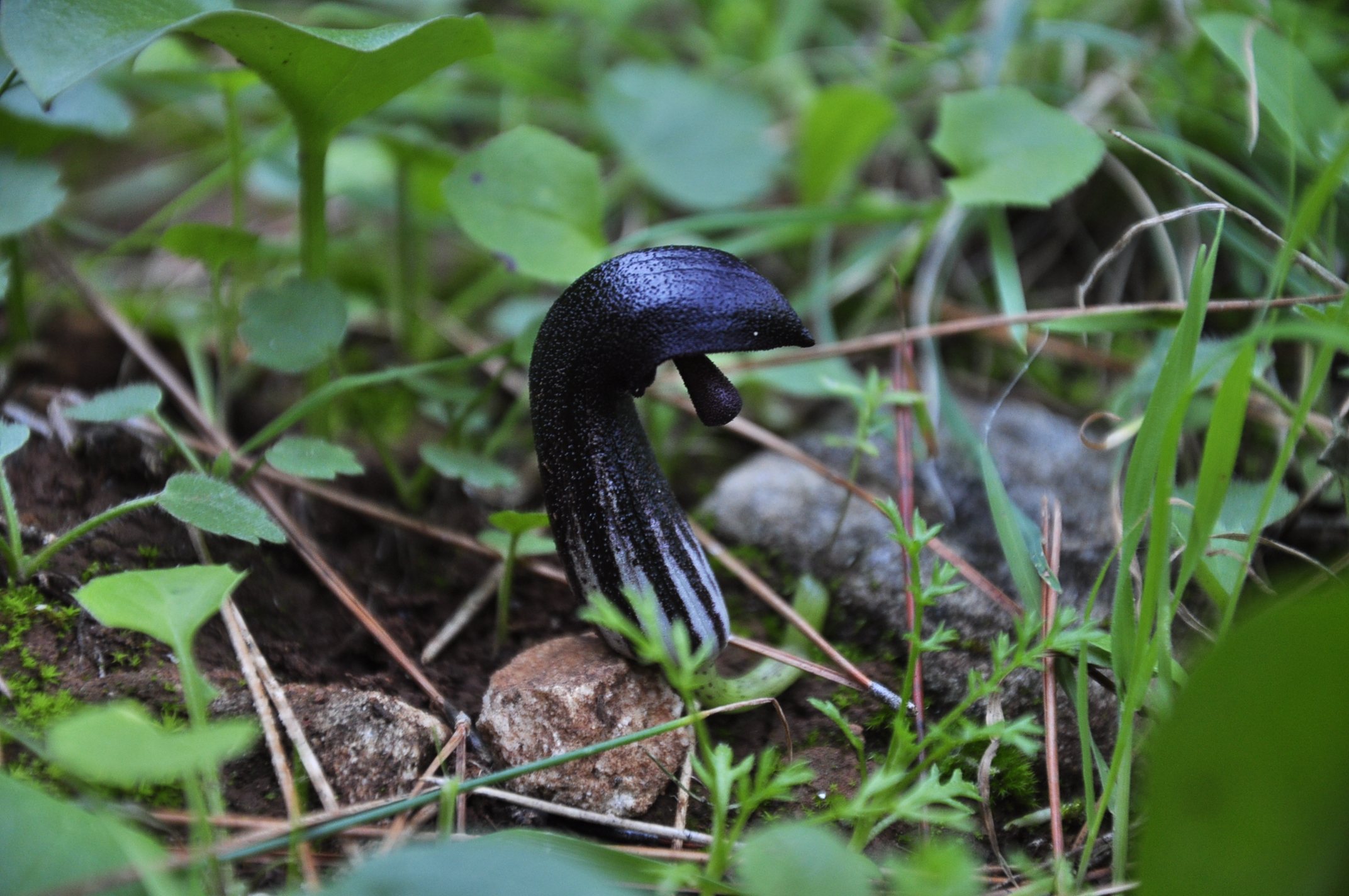
Detall

Herba perenne, glabra amb rizoma en estat vegetatiu i amb tubercles al reproductor. fulless sagitades o cordades, amb pecíol, de vegades tenyit de violeta. Peduncle més curt que el pecíol. Tub de l'espata generalment inflat a la part inferior, marró clar o blanquinós, intensament tenyit de vermell als nervis i amb nombroses taques vermelles internervals; limbe cuculat, generalment mucronat, amb marge vermellós-violaci. Inflorescència en espiga de tipusespàdix amb 2-10 flors masculines contigües a les femenines; part estèril arquejada cap a la meitat superior, capitada, inclosa o exerta.
Floreix de novembre a febrer i fructifica de març a maig.

## Hàbitat
Es troba present a penyals i sòls argilosos sota l'olivera. Als Països catalans es troba en indrets ombrívols amb hiverns poc freds, frequentment prop del litoral. Es present a les Illes Balears, al país Valencià, al sud de Rosselló i al principat (entre l'Empordà i el baix Gaià) com que és bastant rar es va incloure com a espècie vulnerable a la llista d’espècies amenaçades en la RESOLUCIÓ AAM/732/2015, de 9 d'abril, per la qual es modifica el Catàleg de flora amenaçada de Catalunya

## Distribució general
És natiu de la península Ibèrica, les illes Balears, el nord d'Àfrica i part de la Macaronèsia.

## Principis actius i usos medicinals
Els principis actius presents en alguns òrgans d'aquesta planta encara no es coneixen molt bé, però entre ells destaca la coniïna. Aquesta espècie és aparentment útil com a estimulant (rizoma) i té també un efecte diürètic (arrel). Els emplastres de fulles sembla que tenen cert poder emol·lient sobre les ferides. En qualsevol cas, cal manipular la planta amb compte perquè aquests principis actius són també tòxics, s'han donat casos d'intoxicacions per ingerir aquesta planta, per la seva vistosa forma i color.

## Taxonomia
Arisarum simorrhinum va ser descrita per Michel Charles Durieu de Maisonneuve i publicada a Revue de Botanique, Bulletin Mensuel 1: 360. 1845.

### Etimologia
- Arisarum: nom genèric que deriva d'arista, per l'espàdix de la inflorescència i arum, l'espata o beina que protegeix la inflorescència.
- simorrhinum: epítet llatí que procedeix de simios, "mono" i rhinos, "morro", per la forma de l'espàdix.

### Subespècies
Es reconeixen dues subespècies:
- Arisarum simorrhinum var. clusii (Schott) Talavera
- Arisarum simorrhinum var. subexertum (Webb & Berthel.) Talavera

### Sinònims
Els següents noms científics són sinònims d'Arisarum simorrhinum:
- Arisarum vulgare subsp. simorrhinum (Durieu) Maire & Weiller